# Boston Market

Boston market, anciennement connu sous le nom de Boston Chicken est une chaîne de restauration rapide fondée en décembre 1985 à Newton dans le Massachusetts, aux États-Unis. 